# Svazek obcí Sokolov - východ
Svazek obcí Sokolov - východ je dobrovolný svazek obcí v okresu Karlovy Vary a okresu Sokolov, jeho sídlem je Královské Poříčí a jeho cílem je zabezpečení koordinovaného postupu ve věci programu obnovy venkova a dalších programů, kde bude účelný společný postup v daném mikroregionu. Hospodářský, kulturní a sociální rozvoj mikroregionu. Realizace opatření souvisejících s dolovou činností, která probíhá v bezprostřední blízkosti obcí. Sdružuje celkem 14 obcí a byl založen v roce 2001.

## Obce sdružené v mikroregionu
- Chodov
- Šabina
- Dolní Rychnov
- Březová
- Královské Poříčí
- Hory
- Jenišov
- Vintířov
- Lomnice
- Staré Sedlo
- Loket
- Sokolov
- Nové Sedlo
- Mírová